# أبريل (فرقة غنائية)
أبريل هي فرقة قتيات كورية جنوبية تأسست من قبل شركة دي إس بي ميديا في 2015.